# Pesca delle anime
Pesca delle anime è un dipinto a olio su tela di Adriaen van de Venne del 1614 realizzato durante il Secolo d'oro olandese e conservato presso il Rijksmuseum.

## L'opera
Pesca delle anime è un'allegoria della gelosia tra le diverse dominazioni religiose esistenti durante tregua dei dodici anni tra la Repubblica delle Sette Province Unite e la Spagna. Il fiume rappresenta la divisione tra il nord e i sud dei Paesi Bassi occorsa con il Beeldenstorm. Nell'opera originale i pescatori protestanti hanno pescato con successo alcuni credenti utilizzando delle reti mentre quelle dei cattolici sono vuote. Le anime vicino alle imbarcazioni cattoliche sono state aggiunte successivamente. Sulla riva di sinistra ci sono due principi d'Orange dietro ad un ramo di albero di arancio; Maurizio di Nassau and Federico Enrico d'Orange. Essi sono accompagnati da Federico V del Palatinato, Giacomo I d'Inghilterra e il giovane Luigi XIII di Francia con la madre Maria de' Medici. Sulla riva sinistra troviamo i cardinali cattolici trasportando il Papa e accompagnati da Alberto d'Austria e Isabella Clara Eugenia d'Asburgo. I vari appellativi attribuiti ai pescatori (reti, imbarcaizoni, etc.) sono riportati con testi in latino per rendere chiaro il concetto. Una grand mosca è dipinta con la tecnica del trompe l'oeil attribuita a Jan Brueghel il Vecchio celebre per questa tecnica allegorica con un fine ironico.